# Sam Bird
Sam Jamie Bird (1987. január 9. –) brit autóversenyző, a 2005-ös brit Formula–BMW autóverseny-sorozat ezüstérmese, valamint a 2009-es makaói nagydíj harmadik helyezettje. Jelenleg a Formula–E-ben versenyez a McLaren színeiben.

## Pályafutása

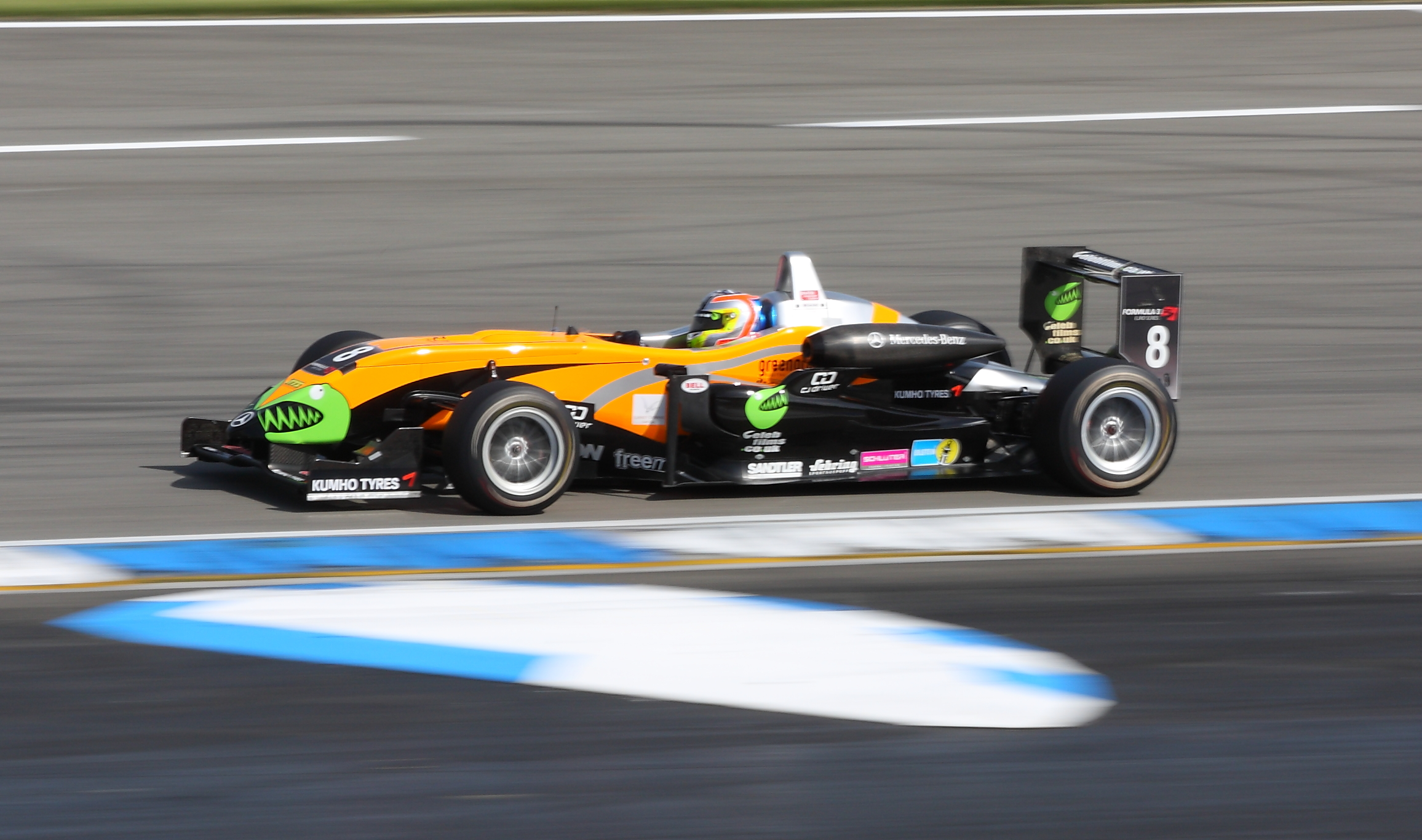
Sam a 2009-es Formula–3 Euroseries sorozat hockenheimi versenyén

2004-re befejezte gokart pályafutását és áttért a formulaautós versenyzésre. 2004-ben és 2005-ben a brit Formula–BMW bajnokságban szerepelt. Első évében tizennegyedikként zárt, majd a 2005-ös szezonban második lett.
2006-ban a brit Formula Renault sorozat futamain vett részt. A szezon során négy futamgyőzelmet szerzett, végül negyedikként zárt a pontversenyben. 2007-ben a hazája Formula–3-as bajnokságban versenyzett. Itt szintén negyedik lett. Az ezt követő két évet a Formula–3 Euroseriesben teljesítette.

### GP2
Hetedikként zárta a 2009–2010-es ázsiai GP2-es sorozatot. Ezt követően a 2010-es GP2-es szezon futamain vesz részt. Egy fordulóval a bajnokság vége előtt a pontverseny ötödik helyén állt, amit meg is tartott. Gyors volt a szezon során, de gyakran hátráltatták szerencsétlenségek, többször esett ki technikai, motor hiba és ütközések miatt, többnyire nem volt vétkes. Az idény során sikerült Monzában nyernie, valamint három leggyorsabb kört futott meg a szezon során.
A 2011-es szezonban a iSport International csapatába igazolt, csapattársa Marcus Ericsson lett. Erősen kezdte a szezont, négy forduló elteltével a második helyen szerepelt a bajnokságban azonos pontszámmal, mint a vezető Romain Grosjean. Ezek után fokozatosan csúszott vissza a ranglistán, a szezon végére a hatodik helyet szerezte meg. 2011-es GP2 Asia Series-en négy futamon vett részt, ezeken csak egyszer fejezte be a futamot.
2013-ban, egy év kitérőt követően visszatért a GP2 mezőnyébe, ahol is az újonc orosz Russian Time istállót erősítette. Csapattársa a francia Tom Dillmann lett. Már a szezon elején látszott, hogy versenyképes, mivel győzelmek és leggyorsabb körök sorakoztak neve mellett, de az első négy hétvégét követően Stefano Coletti meggyőző fölénnyel vezette az összetettet, de a monacói pilóta a szezon második felében egy alkalommal tudott pontot szerezni. Ettől kezdve a világbajnokság Bird és Leimer párharcává vált. A brit pilóta a szezonzáróig reális eséllyel rendelkezett a végső győzelemre, de az abu-dzabi nagydíj főfutamán Leimer negyedik helye azt jelentette, hogy Bird hiába szerzett az évad folyamán öt futamgyőzelmet (ami a legtöbb volt a 2013-as szezonban), a bajnokságot nem tudta megnyerni.

### Formula–1
2010. november 16-án fiatalok tesztjén Abu Dhabi-ban a Mercedes GP autóját vezetve. A harmadik leggyorsabb időt érte el, 1,118 másodperccel lemaradva, mint Daniel Ricciardo a Red Bull fiatal versenyzője. Egy évvel később ismét a Mercedes GP autójába ülhetett. A 2012-es idényre leszerződött a Mercedes AMG F1 csapatához, mint tesztpilóta.

### Formula Renault 3.5
2012-ben a Formula Renault 3.5-ba igazolt és csatlakozott a ISR Racing csapatához. Csapattársa Jake Rosenzweig lett. Az első versenyhétvégén a spanyol Ciudad del Motor de Aragón pályán a második futamon már a dobogó második fokán állhatott. A monacói pályán pole-ból indulva sikerült megnyernie a futamot, majd a másnapi futamon bronzérmes lett. Az orosz pályán rögtön egy harmadik helyett szerzett meg, majd másnap kiesett a versenyből. Silverstone-ban a második versenyen a szezon során a második futam győzelmét is megszerezte, amivel 1 ponttal vezetett Jules Bianchi előtt a bajnokság második helyéért vívott külön harcban. A Circuit Paul Ricard pályán harmadik lett a második futamon. A katalán versenypályán második helyen ért célba. A szezont az összetett 3. helyen zárta Robin Frijns és Jules Bianchi mögött.

### United Sports Car Championship
2013 decemberében jelentették be, hogy Bird az új amerikai sorozatban, a United Sports Car Championshipben folytatja karrierjét. Miután az európai autóversenyzés ranglétráit végigjárta, a Formula–1-es szerződés meg nem valósulása miatt, az amerikai kontinens szériái felé vette az irányt. Peter Baron, Bird új csapatának (Starworks) vezetője így nyilatkozott: „Mi követjük a GP2-es sorozatot és a Formula-1 fiatal pilótáinak tesztjeit, de meg voltam, döbbenve, hogy Sam elérhető, és Észak-Amerikában keres új lehetőségeket.” (...) „Nagy várakozásokkal tekintek a közös munka elé, egy olyan pilótával, mint Sam, aki nagyon sok tapasztalatot hoz magával nagy csapatoktól, így nagyon komoly mértékben hozzájárulhat a mi programunkhoz.”

### FIA World Endurance Championship

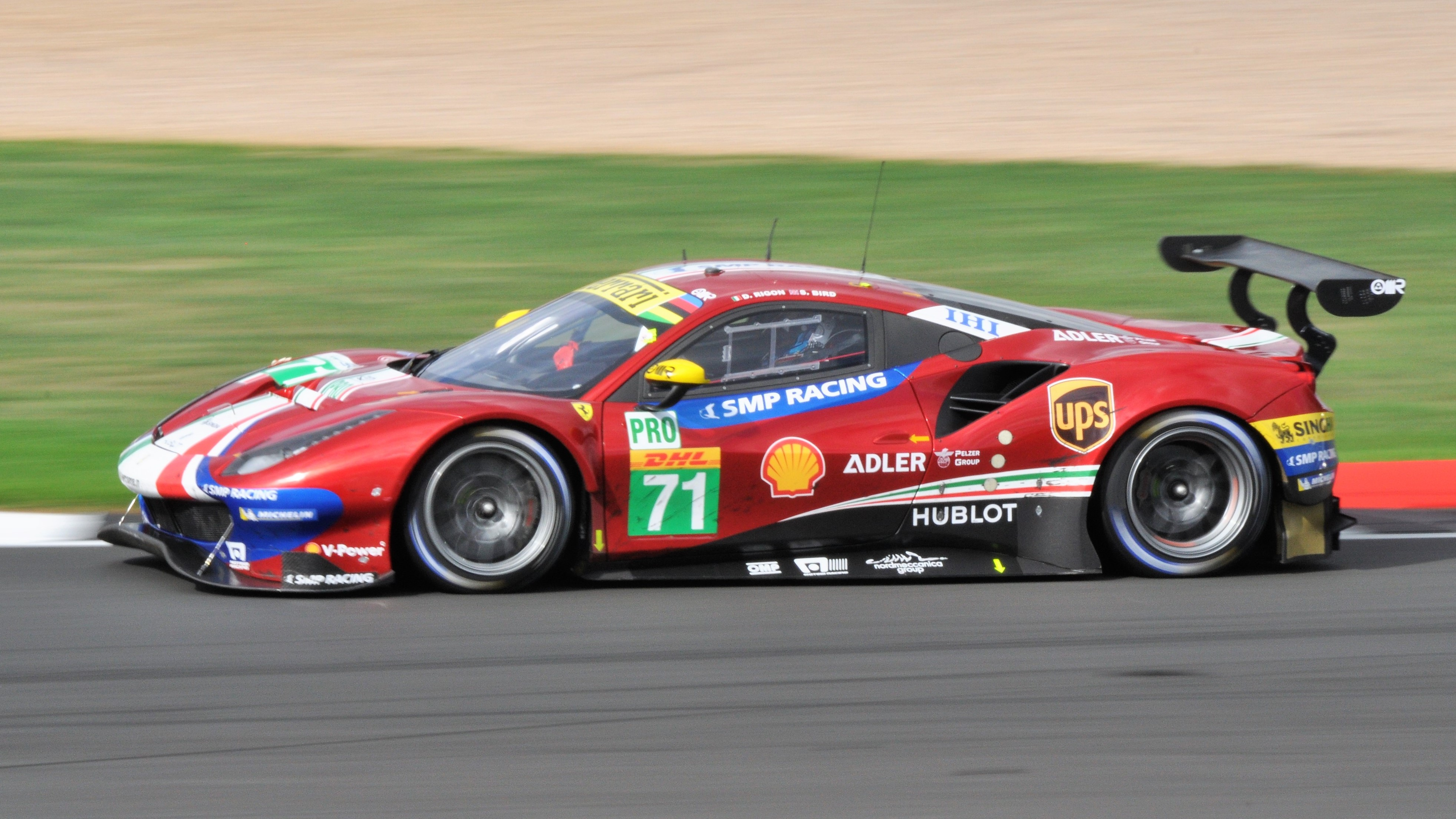
Bird a 2018-as Silvertone-i 6-óráson

2014-ben két vendégmegjelenést tett az FIA által rendezett Hosszútávú-világbajnokságon a Ferrari AF Corse csapatánál. Az első a hazai versenyen Nagy-Britanniában a Silverstone 6 óráson volt, ahol a 3. lett a GTE Amatőr osztályban. A második a legendás Le Mans-i 24 órás versenyen volt. A GTE Am kategóriában, 2. helyen haladt a Ferrarival, amíg össze nem ütközött az egyik LMP1-es autóval, a 3-as számú Audi-val a nedves körülmények között a második órában. 2015-ben LMP2-es kategóriába igazolt a G-Drive Racing-hez, ahol Le Mans-ban kategória 3., összetettben 10. lett. Az év végén megnyerte a kategóriát és LMP2-es bajnok lett. 2016-óta ismét az AF Corse csapatával vett részt a szériában. A 2019–20-as szezon előtt bejelentették, hogy a 2017-től csak a Le Mans-i versenyeken induló csapattársa, Miguel Molina váltja teljes szezonos pilótaként.

## Eredményei

### Karrier összefoglaló
| Szezon  | Bajnokság                             | Csapat                      | Verseny     | Győzelem    | Pole        | Leggyorsabb kör | Dobogós helyezés | Pont        | Helyezés    |
| ------- | ------------------------------------- | --------------------------- | ----------- | ----------- | ----------- | --------------- | ---------------- | ----------- | ----------- |
| 2004    | Brit Formula BMW                      | Carlin                      | 20          | 0           | 0           | 0               | 0                | 22          | 14.         |
| 2005    | Brit Formula BMW                      | Fortec Motorsport           | 20          | 6           | 9           | 3               | 12               | 218         | 2.          |
| 2005    | Formula BMW világ döntő               | Fortec Motorsport           | 1           | 0           | 0           | 0               | 0                | —           | 4.          |
| 2006    | Brit Formula Renault                  | Fortec Motorsport           | 20          | 4           | 7           | 5               | 7                | 373         | 4.          |
| 2007    | Brit Formula–3-as bajnokság           | Carlin                      | 22          | 2           | 0           | 1               | 10               | 180         | 4.          |
| 2007    | Mkaói nagydíj                         | Carlin                      | 1           | 0           | 0           | 0               | 0                | —           | 6.          |
| 2007    | Masters of Formula–3                  | Carlin                      | 1           | 0           | 0           | 0               | 0                | —           | 27.         |
| 2008    | Formula–3 Euroseries                  | Manor Motorsport            | 20          | 0           | 0           | 0               | 2                | 23          | 11.         |
| 2008    | Makaói nagydíj                        | Manor Motorsport            | 1           | 0           | 0           | 0               | 0                | —           | HN          |
| 2008    | Masters of Formula–3                  | Manor Motorsport            | 1           | 0           | 0           | 0               | 0                | —           | 7.          |
| 2009    | Formula–3 Euroseries                  | Mücke Motorsport            | 18          | 0           | 1           | 2               | 4                | 40          | 8.          |
| 2009    | Masters of Formula–3                  | Mücke Motorsport            | 1           | 0           | 0           | 0               | 0                | —           | 8.          |
| 2009    | Brit Formula–3-as bajnokság           | Fortec Motorsport           | 2           | 0           | 0           | 0               | 0                | 0           | HN†         |
| 2009    | Makaói nagydíj                        | ART Grand Prix              | 1           | 0           | 0           | 0               | 1                | —           | 3.          |
| 2009–10 | GP2 Asia Series                       | ART Grand Prix              | 8           | 0           | 0           | 1               | 1                | 12          | 7.          |
| 2010    | GP2                                   | ART Grand Prix              | 20          | 1           | 1           | 4               | 5                | 48          | 5.          |
| 2011    | GP2 Asia Series                       | iSport International        | 4           | 0           | 0           | 0               | 0                | 2           | 12.         |
| 2011    | GP2                                   | iSport International        | 18          | 0           | 1           | 1               | 3                | 45          | 6.          |
| 2012    | Formula Renault 3.5 Series            | ISR Racing                  | 17          | 2           | 1           | 0               | 7                | 177         | 3.          |
| 2012    | Formula–1                             | Mercedes AMG Petronas       | Tesztpilóta | Tesztpilóta | Tesztpilóta | Tesztpilóta     | Tesztpilóta      | Tesztpilóta | Tesztpilóta |
| 2013    | GP2                                   | Russian Time                | 22          | 5           | 2           | 3               | 6                | 181         | 2.          |
| 2014    | WEC - LMGTE Am                        | AF Corse                    | 2           | 0           | 2           | 1               | 1                | 17          | 16.         |
| 2014    | United SportsCar Championship - PC    | Starworks Motorsport        | 4           | 0           | 0           | 0               | 1                | 29          | 40.         |
| 2014–15 | Formula–E                             | Virgin Racing               | 11          | 2           | 0           | 2               | 3                | 103         | 5.          |
| 2015    | WEC – LMP2                            | G-Drive Racing              | 8           | 4           | 4           | 1               | 7                | 178         | 1.          |
| 2015–16 | Formula–E                             | DS Virgin Racing            | 10          | 1           | 3           | 0               | 2                | 88          | 4.          |
| 2016    | WEC - LMGTE Pro                       | AF Corse                    | 9           | 2           | 2           | 1               | 5                | 134         | 2.          |
| 2016–17 | Formula–E                             | DS Virgin Racing            | 12          | 2           | 1           | 2               | 4                | 122         | 4.          |
| 2017    | WEC - LMGTE Pro                       | AF Corse                    | 8           | 2           | 4           | 1               | 4                | 139         | 5.          |
| 2017–18 | Formula–E                             | DS Virgin Racing            | 12          | 2           | 0           | 1               | 6                | 143         | 3.          |
| 2018–19 | Formula–E                             | Envision Virgin Racing      | 13          | 1           | 1           | 0               | 2                | 85          | 9.          |
| 2018–19 | WEC - LMGTE Pro                       | AF Corse                    | 8           | 0           | 0           | 1               | 1                | 54,5        | 12.         |
| 2019    | Blancpain GT Endurance-kupa           | AF Corse                    | 1           | 0           | 0           | 0               | 0                | 0           | HN          |
| 2019–20 | Formula–E                             | Envision Virgin Racing      | 11          | 1           | 0           | 1               | 2                | 62          | 10.         |
| 2020–21 | Formula–E                             | Jaguar Racing               | 15          | 2           | 1           | 0               | 3                | 87          | 6.          |
| 2021–22 | Formula–E                             | Jaguar TCS Racing           | 14          | 0           | 0           | 1               | 0                | 51          | 13.         |
| 2022    | Le Mans-i 24 órás verseny - LMGTE Pro | Riley Motorsports           | 1           | 0           | 0           | 0               | 0                |             | 5.          |
| 2022–23 | Formula–E                             | Jaguar TCS Racing           | 14          | 0           | 0           | 2               | 4                | 95          | 8.          |
| 2023–24 | Formula–E                             | NEOM McLaren Formula E Team | 7           | 1           | 0           | 0               | 1                | 38*         | 8.*         |

† – Bird vendégpilótaként nem volt jogosult bajnoki pontokra.
* A szezon jelenleg is zajlik.

### Teljes Formula–3 Euroseries eredménysorozata
(Félkövér: pole-pozícióból indult; dőlt: leggyorsabb kört futott)
| Év   | Csapat           | Motor    | 1         | 2        | 3        | 4       | 5        | 6        | 7        | 8       | 9        | 10       | 11       | 12       | 13       | 14       | 15       | 16       | 17      | 18       | 19        | 20        | Helyezés | Pont |
| ---- | ---------------- | -------- | --------- | -------- | -------- | ------- | -------- | -------- | -------- | ------- | -------- | -------- | -------- | -------- | -------- | -------- | -------- | -------- | ------- | -------- | --------- | --------- | -------- | ---- |
| 2008 | Manor Motorsport | Mercedes | HOC1 1 10 | HOC1 2 6 | MUG 1 14 | MUG 2 8 | PAU 1 Ki | PAU 2 11 | NOR 1 14 | NOR 2 8 | ZAN 1 4  | ZAN 2 6  | NÜR 1 22 | NÜR 2 19 | BRH 1 Ki | BRH 2 19 | CAT 1 2  | CAT 2 18 | BUG 1 2 | BUG 2 11 | HOC2 1 16 | HOC2 2 Ki | 11.      | 23   |
| 2009 | Mücke Motorsport | Mercedes | HOC1 1 3  | HOC1 2 6 | LAU 1 5  | LAU 2 3 | NOR 1 8  | NOR 2 Ki | ZAN 1 8  | ZAN 2   | OSC 1 12 | OSC 2 20 | NÜR 1 4  | NÜR 2 8  | BRH 1 6  | BRH 2 3  | CAT 1 Ki | CAT 2 Ki | DIJ 1 6 | DIJ 2 5  |           |           | 8.       | 40   |

### Teljes GP2-es eredménylistája
(Táblázat értelmezése)

(Félkövér: pole-pozícióból indult; dőlt: leggyorsabb kört futott) 

| Év   | Csapat               | 1         | 2          | 3          | 4          | 5           | 6          | 7         | 8          | 9         | 10         | 11         | 12        | 13         | 14         | 15         | 16         | 17        | 18        | 19        | 20         | 21         | 22        | Helyezés | Pont |
| ---- | -------------------- | --------- | ---------- | ---------- | ---------- | ----------- | ---------- | --------- | ---------- | --------- | ---------- | ---------- | --------- | ---------- | ---------- | ---------- | ---------- | --------- | --------- | --------- | ---------- | ---------- | --------- | -------- | ---- |
| 2010 | ART Grand Prix       | ESP FEA 9 | ESP SPR 4  | MON FEA 18 | MON SPR 10 | TUR FEA 3   | TUR SPR 10 | VAL FEA 3 | VAL SPR 10 | GBR FEA 4 | GBR SPR Ni | GER FEA 14 | GER SPR 5 | HUN FEA 13 | HUN SPR Ki | BEL FEA Ki | BEL SPR 12 | ITA FEA 1 | ITA SPR 3 | UAE FEA 3 | UAE SPR Ki |            |           | 5.       | 48   |
| 2011 | iSport International | TUR FEA 2 | TUR SPR 3  | ESP FEA 3  | ESP SPR 5  | MON FEA Ki  | MON SPR 13 | VAL FEA 5 | VAL SPR 12 | GBR FEA 5 | GBR SPR 6  | GER FEA 8  | GER SPR 7 | HUN FEA 17 | HUN SPR 5  | BEL FEA 12 | BEL SPR 5  | ITA FEA 4 | ITA SPR 4 |           |            |            |           | 6.       | 45   |
| 2013 | Russian Time         | MAL FEA 7 | MAL SPR Ki | BHR FEA 6  | BHR SPR 1  | ESP FEA 21† | ESP SPR 12 | MON FEA 1 | MON SPR 24 | GBR FEA 1 | GBR SPR 5  | GER FEA 13 | GER SPR 8 | HUN FEA 10 | HUN SPR 8  | BEL FEA 1  | BEL SPR 14 | ITA FEA 2 | ITA SPR 4 | SIN FEA 8 | SIN SPR 1  | UAE FEA 10 | UAE SPR 4 | 2.       | 181  |

### Teljes GP2 Asia Series eredménylistája
(Táblázat értelmezése)

(Félkövér: pole-pozícióból indult; dőlt: leggyorsabb kört futott) 

| Év      | Csapat               | 1           | 2           | 3           | 4           | 5           | 6          | 7          | 8          | Helyezés | Pont |
| ------- | -------------------- | ----------- | ----------- | ----------- | ----------- | ----------- | ---------- | ---------- | ---------- | -------- | ---- |
| 2009–10 | ART Grand Prix       | UAE1 FEA 18 | UAE1 SPR 18 | UAE2 FEA Ki | UAE2 SPR Ki | BHR1 FEA 13 | BHR1 SPR 4 | BHR2 FEA 6 | BHR2 SPR 2 | 7.       | 12   |
| 2011    | iSport International | UAE FEA 7   | UAE SPR Ki  | SMR FEA Ki  | SMR SPR Ki  |             |            |            |            | 12.      | 2    |

### Teljes Formula Renault 3.5 Series eredménylistája
(Táblázat értelmezése)

(Félkövér: pole-pozícióból indult; dőlt: leggyorsabb kört futott) 

| Év   | Csapat     | 1       | 2     | 3     | 4       | 5       | 6       | 7       | 8       | 9        | 10       | 11      | 12       | 13      | 14       | 15      | 16      | 17      | Helyezés | Pont |
| ---- | ---------- | ------- | ----- | ----- | ------- | ------- | ------- | ------- | ------- | -------- | -------- | ------- | -------- | ------- | -------- | ------- | ------- | ------- | -------- | ---- |
| 2012 | ISR Racing | ARA 1 9 | ARA 2 | MON 1 | SPA 1 3 | SPA 2 5 | NÜR 1 8 | NÜR 2 4 | MOS 1 3 | MOS 2 Ki | SIL 1 Ki | SIL 2 1 | HUN 1 10 | HUN 2 4 | LEC 1 10 | LEC 2 3 | CAT 1 2 | CAT 2 7 | 3.       | 179  |

### Le Mans-i 24 órás autóverseny
| Év   | Csapat            | Csapattárs                       | Autó                   | Kategória | Kör | Összetett Helyezés | Kategória Helyezés |
| ---- | ----------------- | -------------------------------- | ---------------------- | --------- | --- | ------------------ | ------------------ |
| 2014 | AF Corse          | Stephen Wyatt Michele Rugolo     | Ferrari 458 Italia GTC | GTE Am    | 22  | Kiesett            | Kiesett            |
| 2015 | G-Drive Racing    | Roman Ruszinov Julien Canal      | Ligier JS P2-Nissan    | LMP2      | 358 | 10.                | 3.                 |
| 2016 | AF Corse          | Davide Rigon Andrea Bertolini    | Ferrari 488 GTE        | GTE Pro   | 143 | Kiesett            | Kiesett            |
| 2017 | AF Corse          | Davide Rigon Miguel Molina       | Ferrari 488 GTE        | GTE Pro   | 339 | 21.                | 5.                 |
| 2018 | AF Corse          | Davide Rigon Miguel Molina       | Ferrari 488 GTE Evo    | GTE Pro   | 338 | 24.                | 9.                 |
| 2019 | AF Corse          | Davide Rigon Miguel Molina       | Ferrari 488 GTE Evo    | GTE Pro   | 140 | Kiesett            | Kiesett            |
| 2020 | AF Corse          | Davide Rigon Miguel Molina       | Ferrari 488 GTE Evo    | GTE Pro   | 340 | HN                 | HN                 |
| 2021 | AF Corse          | Daniel Serra Miguel Molina       | Ferrari 488 GTE Evo    | GTE Pro   | 331 | 37.                | 5.                 |
| 2022 | Riley Motorsports | Felipe Fraga Shane van Gisbergen | Ferrari 488 GTE Evo    | GTE Pro   | 347 | 32.                | 5.                 |

### Teljes FIA World Endurance Championship eredménysorozata
(Táblázat értelmezése)

(Félkövér: pole-pozícióból indult; dőlt: leggyorsabb kört futott) 

| Év      | Csapat         | Osztály   | Kasztni                | Motor                         | 1     | 2     | 3      | 4      | 5     | 6     | 7      | 8      | 9     | Helyezés | Pont |
| ------- | -------------- | --------- | ---------------------- | ----------------------------- | ----- | ----- | ------ | ------ | ----- | ----- | ------ | ------ | ----- | -------- | ---- |
| 2014    | AF Corse       | LMGTE Am  | Ferrari 458 Italia GT2 | Ferrari 4.5 L V8              | SIL 3 | SPA   | LMS Ki | COA    | FUJ   | SHA   | BHR    | SÃO    |       | 16.      | 17   |
| 2015    | G-Drive Racing | LMP2      | Ligier JS P2           | Nissan VK45DE 4.5 L V8        | SIL 1 | SPA 9 | LMS 2  | NÜR 2  | COA 1 | FUJ 1 | SHA 2  | BHR 1  |       | 1.       | 178  |
| 2016    | AF Corse       | LMGTE Pro | Ferrari 488 GTE        | Ferrari F154CB 3.9 L Turbo V8 | SIL 1 | SPA 1 | LMS Ki | NÜR 2  | MEX 4 | COA 3 | FUJ 4  | SHA 5  | BHR 3 | 2.       | 134  |
| 2017    | AF Corse       | LMGTE Pro | Ferrari 488 GTE        | Ferrari F154CB 3.9 L Turbo V8 | SIL 5 | SPA 1 | LMS 4  | NÜR    | MEX 2 | COA 3 | FUJ 5  | SHA 6  | BHR 1 | 5.       | 139  |
| 2018–19 | AF Corse       | LMGTE Pro | Ferrari 488 GTE Evo    | Ferrari F154CB 3.9 L Turbo V8 | SPA 3 | LMS 6 | SIL 16 | FUJ 10 | SHA 6 | SEB 6 | SPA 6  | LMS Ki |       | 12.      | 54,5 |
| 2019–20 | AF Corse       | LMGTE Pro | Ferrari 488 GTE Evo    | Ferrari F154CB 3.9 L Turbo V8 | SIL   | FUJ   | SHA    | BHR    | COA   | SPA   | LMS Hn | BHR    |       | 47.      | 0    |
| 2021    | AF Corse       | LMGTE Pro | Ferrari 488 GTE Evo    | Ferrari F154CB 3.9 L Turbo V8 | SPA   | ALG   | MNZ    | LMS 10 | BHR   | BHR   |        |        |       | 25.      | 3    |

### Teljes Formula–E eredménylistája
(Táblázat értelmezése)

(Félkövér: pole-pozícióból indult; dőlt: leggyorsabb kört futott) 

| Év      | Csapat                      | 1      | 2      | 3      | 4      | 5       | 6      | 7      | 8      | 9       | 10     | 11     | 12     | 13     | 14     | 15    | 16    | Helyezés | Pont |
| ------- | --------------------------- | ------ | ------ | ------ | ------ | ------- | ------ | ------ | ------ | ------- | ------ | ------ | ------ | ------ | ------ | ----- | ----- | -------- | ---- |
| 2014–15 | Virgin Racing               | BEI 3  | PUT 1  | PDE Ki | BUE 7  | MIA 8   | LBH Ki | MON 4  | BER 8  | MOS Ki  | LON 6  | LON 1  |        |        |        |       |       | 5.       | 103  |
| 2015–16 | DS Virgin Racing            | BEI 7  | PUT 2  | PDE Ki | BUE 1  | MEX 6   | LBH 6  | PAR 6  | BER 11 | LON 7   | LON Ki |        |        |        |        |       |       | 4.       | 88   |
| 2016–17 | DS Virgin Racing            | HKG 13 | MAR 2  | BUE Ki | MEX 3  | MON Ki  | PAR 16 | BER 7  | BER 7  | NYC 1   | NYC 1  | MNT 5  | MNT 4  |        |        |       |       | 4.       | 122  |
| 2017–18 | DS Virgin Racing            | HKG 1  | HKG 5  | MAR 3  | SAN 5  | MEX 17  | PDE 3  | ROM 1  | PAR 3  | BER 7   | ZUR 2  | NYC 9  | NYC 10 |        |        |       |       | 3.       | 143  |
| 2018–19 | Envision Virgin Racing      | ADR 11 | MAR 3  | SAN 1  | MEX 9  | HKG 6   | SNY Ki | ROM 11 | PAR 11 | MON 16† | BER 9  | BRN 4  | NYC 8  | NYC 4  |        |       |       | 9.       | 85   |
| 2019–20 | Envision Virgin Racing      | ADR 1  | ADR Ki | SAN 10 | MEX Ki | MAR 10  | BER 3  | BER 6  | BER 13 | BER 11  | BER 20 | BER 5  |        |        |        |       |       | 10.      | 63   |
| 2020–21 | Jaguar Racing               | DIR Ki | DIR 1  | ROM 2  | ROM Ki | VAL Kiz | VAL 14 | MON 7  | PUE Ki | PUE 12  | NYC 9  | NYC 1  | LON Ki | LON Ki | BER Ki | BER 7 |       | 6.       | 87   |
| 2021–22 | Jaguar TCS Racing           | DIR 4  | DIR 15 | MEX 15 | ROM 5  | ROM Ki  | MON Ki | BER 7  | BER 11 | JAK 10  | MAR 9  | NYC 9  | NYC 5  | LON Ki | LON 8  | SEO   | SEO   | 13.      | 51   |
| 2022–23 | Jaguar TCS Racing           | MEX Ki | DIR 3  | DIR 4  | HAI Ki | CAP Ni  | SAP 3  | BER 2  | BER 19 | MON 16  | JAK 21 | JAK Ni | POR 17 | ROM Ki | ROM 3  | LON 4 | LON 7 | 8.       | 95   |
| 2023–24 | NEOM McLaren Formula E Team | MEX 14 | DIR 4  | DIR Ki | SAP 1  | TOK Hn  | MIS Ki | MIS 10 | MON    | BER     | BER    | SHA    | SHA    | POR    | POR    | LON   | LON   | 8.*      | 38*  |

* A szezon jelenleg is zajlik.
† A versenyt nem fejezte be, de helyezését értékelték, mert a versenytáv több, mint 90%-át teljesítette.